# Season 2
Season 2 (deutsch Staffel 2, Alternativtitel Love) ist das zweite Album des britischen Trios Wildflower bestehend aus Idris Rahman, Leon Brichard und Tom Skinner nach ihrem selbstbetitelten Debütalbum von 2017. Die 2019 in einer zweitägigen Session in den Fishmarket Studios in London, entstandenen Aufnahmen erschienen am 14. Februar 2020 als Download auf der Plattform Bandcamp und am 7. März 2020 als limitierte LP im Eigenverlag.

## Hintergrund
Das Erfolgsgeheimnis der unendlich fruchtbaren Londoner Szene bestehe darin, dass sie Jazz als Weltmusik behandle, notiert der amerikanische Musikjournalist Michael J. West. Die Einwanderungswellen, die Großbritannien politisch zerrissen haben, hätten andererseits auch seinen musikalischen Untergrund mit Klängen aus dem Nahen Osten, Afrika und dem Rest Europas gefüllt, ganz zu schweigen von den Überresten des ehemaligen britischen Empire (nämlich der Geburtsstätte des Jazz, den Vereinigten Staaten). Die Formation Wildflower sei zwar nicht gerade das Aushängeschild dieser kulturellen Mischung, aber nah dran, so der Autor; Saxophonist Idris Rahman ist der Sohn eines bengalischen Vaters und einer irischen Mutter, Bassist Leon Brichard ist ein französischer Einwanderer und Schlagzeuger Tom Skinner ist ein weißer Nord-Londoner.
Leon Brichard spielte auch Bass bei Ill Considered, der auch Idris Rahman angehört. 2021 ließ das Trio ein drittes Album, die EP Better Times, nachfolgen.
Für Ben Lee liegt die Inspiration der Gruppe deutlich bei Pionieren des Spiritual Jazz wie John und Alice Coltrane, Pharoah Sanders, Yusef Lateef und Sun Ra. Kompositorisch reichen ihre Einflüsse von Gnawa-Musik über modalen Jazz bis hin zu bengalischer Volksmusik.

## Titelliste
- Wildflower: Season 2[4]

1. Under the Night Sky 5:11
2. Mirage 5:18
3. Fire 5:48
4. Distant Thunder 4:50
5. Rush 3:10
6. Light in the Sorrow 5:20
7. Where the Wild Things Dance 5:50

## Rezeption
Michael J. West (Bandcamp Daily) schrieb, ihr mit Season 2 passend betiteltes zweites Album sei eine faszinierende, meditative Klanglandschaft, die all diesen multikulturellen Hintergründen der Londoner Szene seine Reverenz erweise. Brichard zum Beispiel sei ein Meister der Trance-Drones und forme „Under the Night Sky“ und „Distant Thunder“ mit schrillen Vamps, die sowohl an europäische EDM als auch an die Musiker der marokkanischen Gnawa erinnern würde. Rahmans modale Läufe auf dem Tenor – plus Klarinette in „Light in the Sorrow“ und Flöte in „Where the Wild Things Dance“ – schöpften scheinbar gleichermaßen aus indischen Traditionen und dem Spiritual Jazz von John Coltrane und Pharoah Sanders. Skinner hingegen ist ein musikalischer und kultureller Schwamm: Er untermauere „Mirage“ mit Hypno-Funk, behalte ein leises Rumpeln mit westafrikanischen Akzenten bei „Rush“ bei und swinge mit Tony Williams, der bei „Where the Wild Things Dance“ das Becken zittert, und verhindere, dass das Finale verkrampfe.

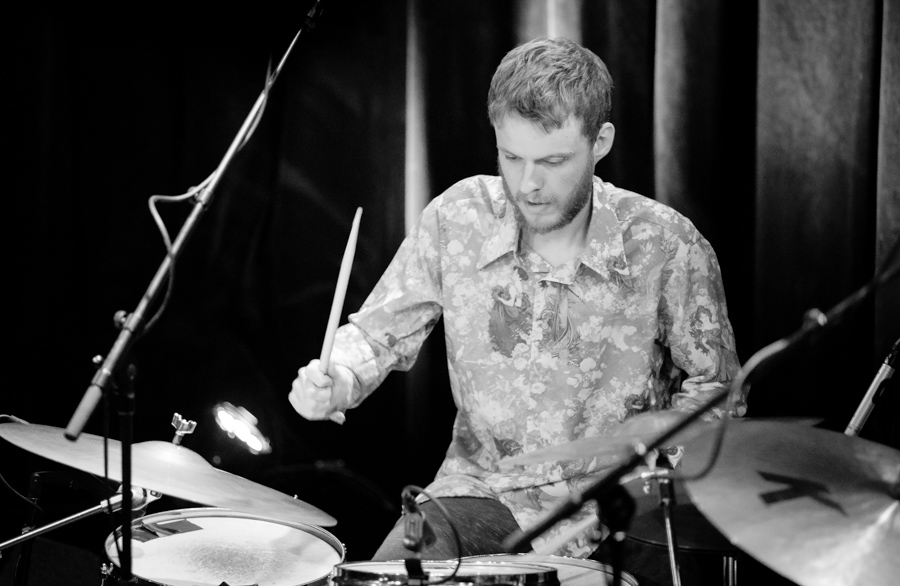
Tom Skinner bei einem Auftritt mit Sons of Kemet auf dem Oslo Jazzfestival 2018

Nadh Ansicht von Ben Lee (Jazz Revelations) nimmt das Trio die Hörer weiterhin mit auf eine meditative und spirituelle Reise, bei der mit jeden Ton, der aus ihren Instrumenten in Season 2 fließe, exquisit ein Free-Jazz-Spirit eingefangen werde. Mit einer etwas freieren Herangehensweise an den Kompositionsprozess würden dabei einfache, aber effektive Melodien und Bassmotive erforscht, um Stücke mit dynamischen Extremen zu schaffen, während die Band bei jedem Stück entspannt klinge. Auf solche Weise bietet das Trio Raum, um das komplizierte, improvisierte Zusammenspiel und den Dialog vollständig zu erkunden, während es gleichzeitig zu feurigen, kraftvollen und emotionalen Höhepunkten aufbreche. die spontane Kommunikation und das Zusammenspiel zwischen den drei Musikern erlaube den Melodien zu atmen und sich zu neuen unerforschten Formen zu entwickeln, anstatt eine feste, starre Struktur zu haben. Dies vermittle das tiefe Gefühl von Emotionen, das durch den wechselseitigen musikalischen Austausch mitschwinge, wenn die Bandmitglieder aufeinander reagieren, um einen sofort zugänglichen spirituellen Klang zu erzeugen.
Lars Fleischmann (hhv) meinte, mittlerweile bräuchte es für die Londoner Jazzszene einen Plan, der ähnlich wie bei der London Tube die Haltestellen/Bands farblich verknüpfe. So eine Karte wäre praktisch, da man kaum noch erfasst, wer mit wem, wann und warum zusammenspielt. Wegen der fehlenden Orientierung wissen man oft nicht genau, was auf einen zukomme; dennoch sei es ganz verzückend, was Wildflower auf »Season 2« machen würden. Es sei diese Art von entspanntem Jazz, die nie an Dringlichkeit verliere, sich selten ernst nehme, „gleichzeitig dabei ist, ein impressionistisches Gemälde der Realität zu zeichnen.“ Stets im Vordergrund stehe Idris Rahmans Saxophon (bzw. die Klarinette oder Querflöte auf den beiden letzten Tracks des Albums), das zwar hohe Varietät in der stets sauberen Phrasierung vermissen lasse, dennoch geschult an Pharoah Sanders die richtigen Überblasmomente setze, um das Tor zur spirituellen Welt zu öffnen. »Season 2« sei „eine Meditation in aufgekratzten Zeiten.“
Phil Freeman zählte das Album in Stereogum zu den interessantesten Neuveröffentlichungen des Monats; ihr Sound sei im Allgemeinen langmütig und leicht vom Dub beeinflusster Spiritual Jazz. Rahmans Saxophonspiel klinge wie die frühen Teile eines Pharoah-Sanders-Solos vor der Explosion. Brichard bringe in das Spiel des Trios minimalistische, wiegende Basslinien ein, die perfekt zu Rahmans Tun und dem lockeren, taumelnden Swing von Tom Skinners Schlagzeugspiel passen würde. „Under the Night Sky“ eröffne das Album wie ein langsam aufbauendes Ritual, der Rhythmus poche, bis man davon hypnotisiert sei, und dann beginne Rahman heftige Schreie über dem endlosen Groove auszustoßen.